# Pintura de paisagem

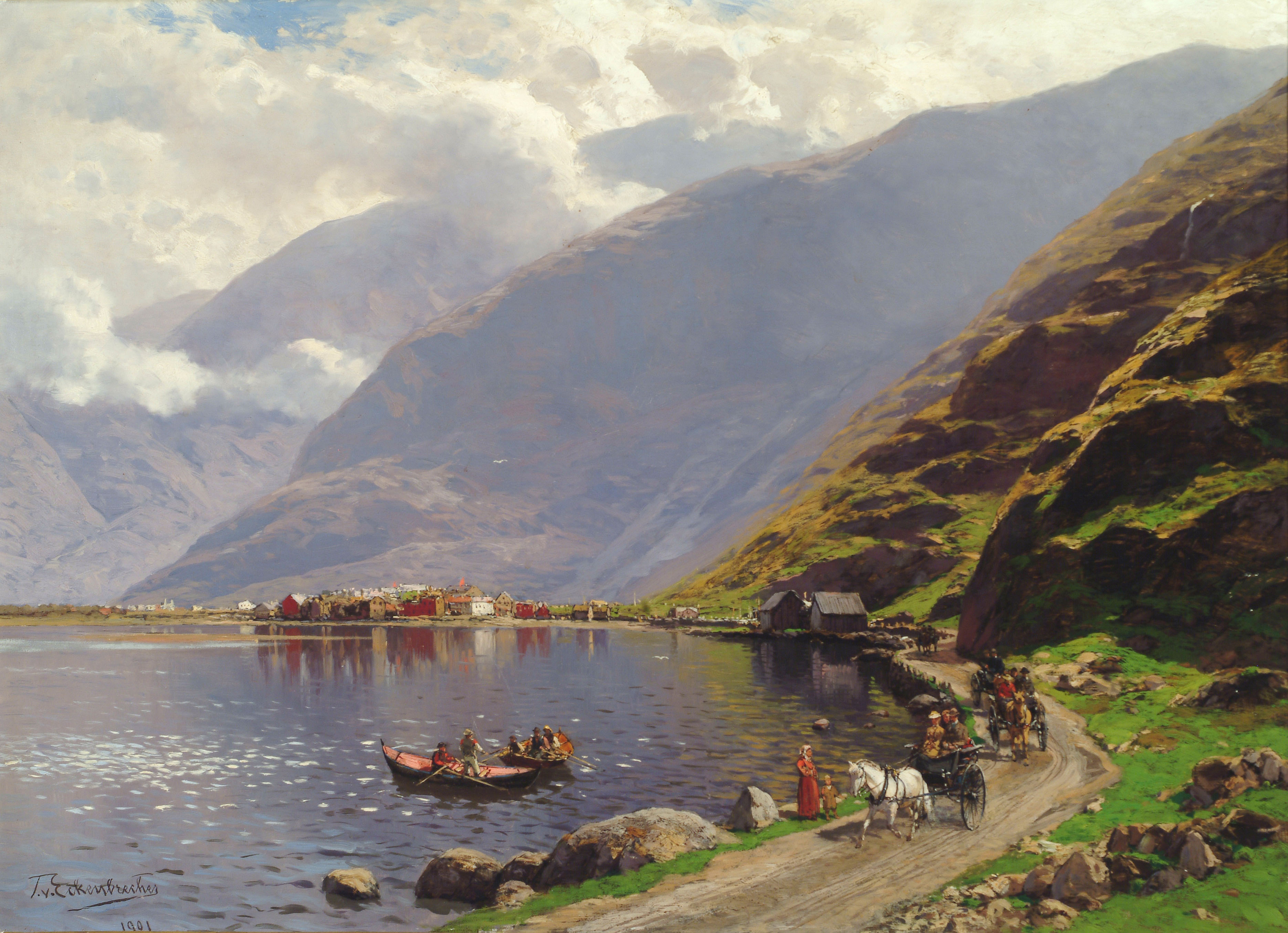
Themistokles von Eckenbrecher (Alemanha, 1842–1921), Vista de Laerdalsoren, em Sognefjord, 1901.

A pintura de paisagem é um termo utilizado para a arte que representa cenas da natureza, como montanhas, vales, rios, árvores e florestas. É utilizado especialmente para representar a arte onde o tema principal é uma visão ampla, com seus elementos dispostos em uma composição coerente. Quase sempre se inclui a vista do céu, o tempo usualmente é um elemento da composição. Tradicionalmente, a arte de paisagens retrata a superfície da Terra, mas pode haver outros tipos de paisagens, que são inspirados por sonhos.
Na pintura ocidental, a paisagem foi adquirindo pouco a pouco cada vez mais relevância, como fundo de quadros de outro gênero (como a pintura de história ou o retrato) até constituir-se como gênero autônomo da Holanda do século XVII.
Dentro da hierarquia dos gêneros, a paisagem ocupava um lugar muito baixo, superior somente a Natureza-morta.

## História

### Antiguidade
Nos tempos das mais antigas pinturas chinesas, a tinta se estabeleceu a tradição de paisagens "puras", onde a diminutiva figura humana simplesmente convida o espectador a participar da experiência.
Do Antigo Egito se conservam algumas representações paisagísticas esquemáticas nas tumbas dos nobres, gravados em relevo durante o Reino Antigo e pintadas a fresco pelo Império novo muitas vezes emoldurando cenas de caça ou rituais cerimoniais.
Em Pompeia e Herculano são preservados afrescos romanos de quartos decorados com paisagens do Século I a.C.. Na antiguidade greco-romana, a paisagem é pintada como fundo ou entorno para contextualizar uma cena principal.

### Idade Média

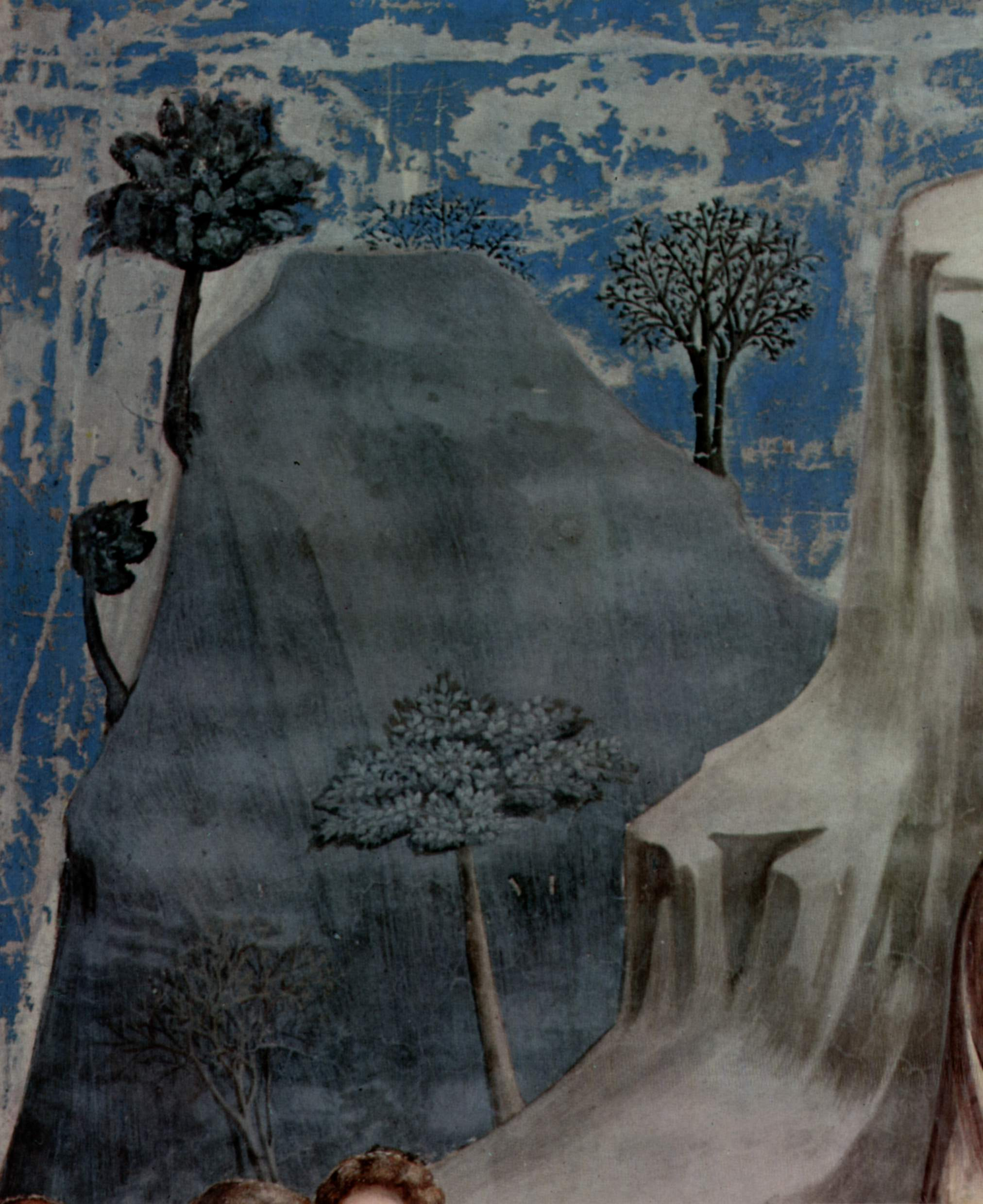
Paisagem de Giotto: Detalhe da "Fuga ao Egito" da Cappella degli Scrovegni em Pádua, 1304-06, afresco.

Durante toda a Idade Média e Renascimento, a paisagem se concebe como uma obra divina e sua criação se faz referência ao seu Criador. Na pintura ocidental, a representação realista da paisagem iniciou dentro das obras religiosas do século XIII. Até então, as representações da natureza na pintura tinha sido arquetípica. Foi Giotto o primeiro que, abandonando os precedentes modelos bizantinos, substituiu o fundo dourado das imagens sagradas por cenários da realidade. Embora autores como Boccaccio elogiassem o realismo de Giotto, o certo é que não deixavam de ser muitas vezes representações simples: uma árvore representava uma floresta, uma rocha uma montanha. Pouco a pouco, ao longo da baixa Idade Média, a atenção a essas partes da natureza que apareciam nas cenas sagradas ou míticas estava se expandindo, mas seu caráter secundário é revelado pelo fato de que muitas vezes foi deixado aos ajudantes, como ocorre em A Anunciação de Fra Angélico. Dentro do estilo ítalo gótico, Ambrogio Lorenzetti superou a representação topográfica para criar autênticas paisagens dentro de suas alegorias do Bom e do Mal governo no Palazzo Comunale em Siena, ao estudar as horas do dia e as estações. A pintura gótico-flamenca se caracteriza pelo seu "realismo nos detalhes", amplamente alcançados pela nova técnica de pintura a óleo. Entre os aspectos, o que recebeu mais atenção e realismo estava na paisagem, tanto natural quanto urbano. Convém destacar a este respeito, o plano de fundo de Virgen del Canciller Rolin, autêntica paisagem em que se detalha um jardim ao longo de um rio e aos lados uma cidade contemporânea do pintor.

### Renascimento

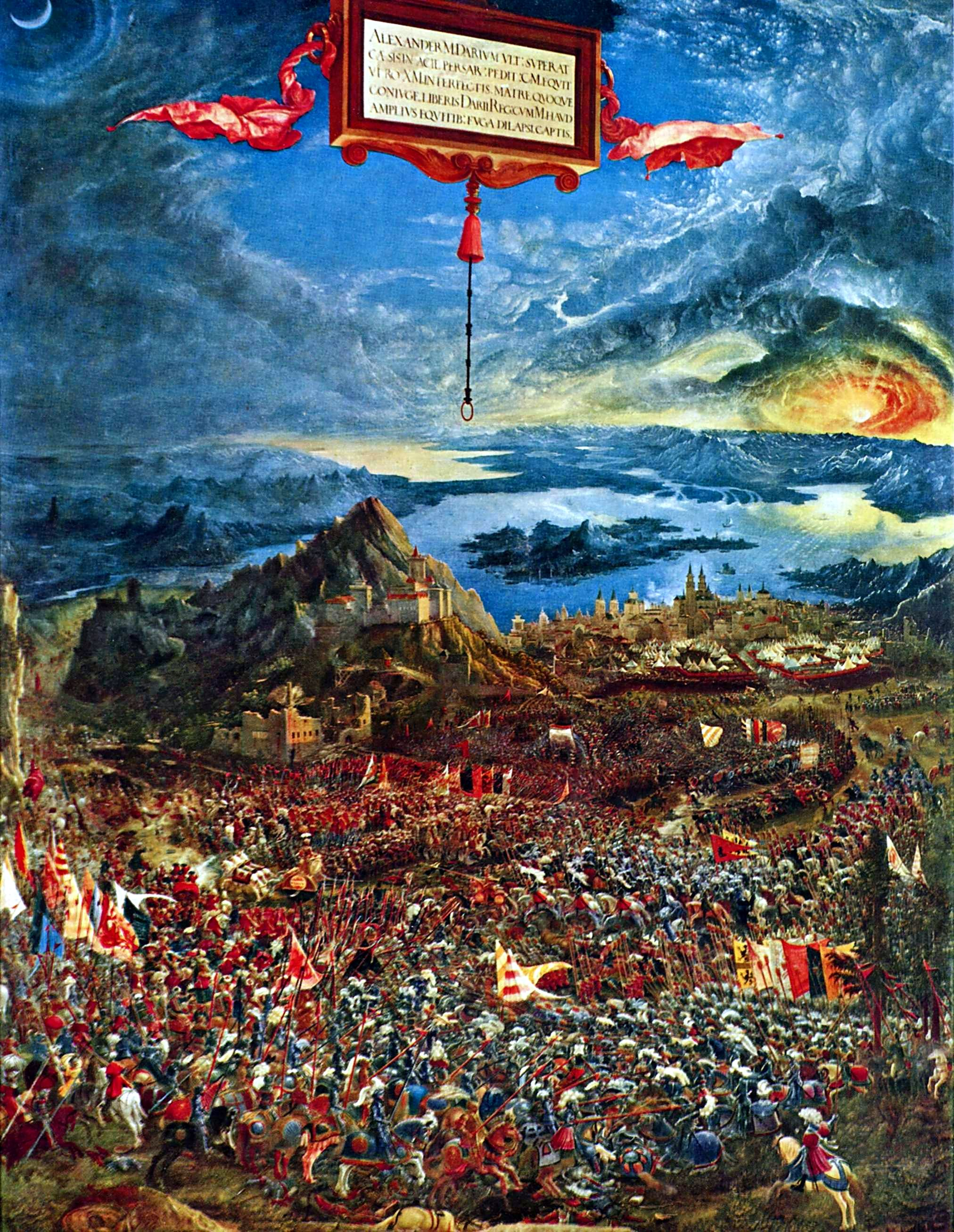
«Paisagem panorâmica» próprio da Escola do Danúbio: A Batalha de Alexandre em Isso de Albrecht Altdorfer, 1528-1529, óleo sobre tela, 158,4 x 120,3 cm, Alte Pinakothek, Munique.

A paisagem adquiriu autonomia iconográfica no século XVI. Em sua forma realista, deve-se principalmente a arte flamenca e alemã, como por exemplo, Alberto Durero, que deixou numerosas aquarelas de paisagens. Em sua forma idealizada de inspiração clássica, é algo que deve ser atribuído a Itália, sendo Pietro Perugino, mestre de Rafael, um dos mais destacados criadores de vastos espaços onde se situavam os personagens, com uma forte acentuação de paisagem. Em Veneza, com sua mudança de luz sobre as águas, embora a paisagem tenha seguido sendo fundo de obras e não seu motivo principal, se esforçou para alcançar realismo refletindo vista da lagoa, suas ruas e monumentos, assim como a "terra firme", e os fenômenos atmosféricos como ocorre com a tempestade que desde o século XVI dá nome ao quadro mais conhecido de Giorgione.
Nesta época, a paisagem serviu para expressar as utopias urbanas e políticas emergentes. Muitas vezes foi percebido através da moldura da janela nos quadros que representavam cenas de interior, foi conseguindo um papel cada vez mais importante , até ocupar toda a superfície da tela. Paralelamente, os personagens das cenas religiosas em exterior foram "encolhendo" até não estar mais simbolizados pelos elementos da paisagem, por exemplo, Jesus por uma montanha. Mas, como se vê, a paisagem seguia sendo apenas parte de um quadro de história ou de um retrato.
Em Flandres, a primeira representação da paisagem independente foi a de Joachim Patinir, cujas composições religiosas ou mitológicas estão totalmente dominadas pela representação realista da natureza, aé o ponto em que a cena é um mero "pretexto" para representar uma "paisagem panorâmica" ou "geográfica", de um ponto de vista muito elevado.

### Barroco
No início do século, na época do tenebrismo, a paisagem seguia sendo pouco utilizada na arte. Somente o alemão Adam Elsheimer se destaca, por tratar as histórias, geralmente sagradas, como autênticas paisagens onde muitas vezes realiza estudos sobre os efeitos atmosféricos, a luz ou os estudos do amanhecer e anoitecer.

O flamenco Rubens pintou no final de sua vida alguns quadros que se estão entre as pinturas paisagistas europeias mais importantes.

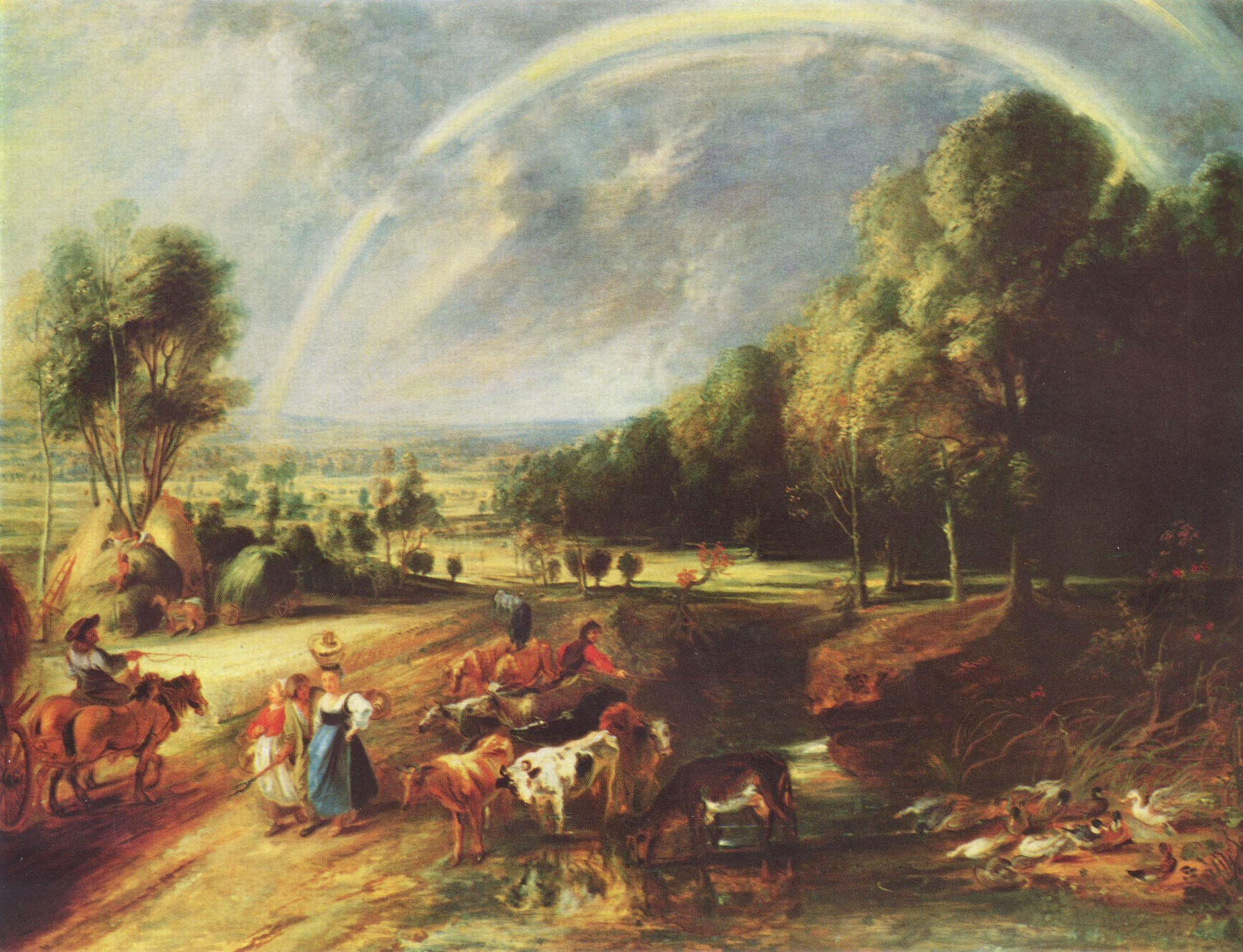
Rubens: Paisagem com arco-íris, 1636-38, óleo sobre tela, 94 x 123 cm, Alte Pinakothek, Munique..

Foi no barroco que a pintura de paisagens se estabeleceu definitivamente como um gênero na Europa, com o desenvolvimento do colecionismo, como distração humana. É um fenômeno próprio do norte da Europa que se atribui, em grande parte, a reforma protestante e ao desenvolvimento do capitalismo nos Países Baixos. A nobreza e o clero, até então os principais clientes dos pintores, perderam relevância, sendo substituídos pela burguesia comerciante. As preferências destes não se direcionavam às pinturas complexas de história, com temas da Antiguidade clássica, a mitologia, a História Sagrada ou alegorias complexas, mas preferiam temas simples e cotidianos, pelo qual alcançaram independência de gêneros até então secundários, como a vida, a paisagem ou a cena de gênero. Havia tal especialização que cada pintor se dedicava a um tipo de paisagem específico. Assim, havia pintores que tomavam como tema os "países baixos", isto é, os terrenos que ficavam abaixo do nível do mar, com seus canais, pôlderes e moinhos de vento; destacaram neste tipo Jan van Goyen, Jacob Ruysdael e Meindert Hobbema. Hendrick Avercamp se especializou em estampas de inverno, com lagos e patinadores no gelo.

### Século XVII
A popularidade de cenas exóticas de paisagens pode ser vista no sucesso do pintor Frans Post, que passou o resto de sua vida a pintar paisagens brasileiras depois de uma viagem ao país no período entre 1636 e 1644. Outros pintores que nunca cruzaram os alpes, poderiam ganhar dinheiro vendendo paisagens da Renânia e outros ainda para a criação de cenas de fantasia para uma comissão especial, como a visão de Cornelis de Man de Smeerenburg em 1639.